# Kompositbau
Kompositbau ist eine Bezeichnung für die Herstellung von Erzeugnissen aller Art aus verschiedenen Materialien. Ja nach Art und Weise der Kombination der unterschiedlichen Grundstoffe ergibt sich eine große Variationsbreite an Kompositbauweisen. Ohne auch nur annähernd Anspruch auf Vollständigkeit zu erheben, werden im Folgenden einige Beispiele aufgeführt.

## Kompositbogen
Einer der ältesten Gegenstände, die in Kompositbauweise hergestellt wurden, um die Materialeigenschaften zu verbessern, ist der Kompositbogen, der gegenüber dem einfachen Bogen eine bedeutende Verbesserung der Schusswaffen darstellte: durch Zusatz von Horn, Knochen, Sehnen oder anderen Hölzern zum eigentlichen Kern lässt sich der Wirkungsgrad und ggf. auch die Lebensdauer deutlich steigern. Erste Vorläufer kamen möglicherweise bereits in der Steinzeit zum Einsatz.

## Schiffbau
Kompositbauweisen haben bereits seit längerer Zeig beim Bau von Schiffs- und Bootsrümpfen große Bedeutung. Nachdem Schiffsrümpfe bis weit in die Neuzeit aus Holz gefertigt worden waren, begann man seit der zweiten Hälfte des 18. Jahrhunderts insbesondere in Frankreich mangels geeigneter Hölzer mit Eisen als Teil der tragenden Konstruktion zu experimentieren. So sind die Deckknie der 1744 gebauten französischen Invincible holzverkleidete eiserne Konstruktionen.
Konzeptionell und konsequent wurde eine Kompositbauweise aus Holz und Eisen bei Schiffen ab etwa 1820 von R. Seppings im Vereinigten Königreich angewendet. Eine wichtige Rolle spielte die Gewichtsersparnis bei gleichzeitig guter Festigkeit. So wiesen einige der besonders schnellen Klipper eine hölzerne Außenhaut auf einem aus Eisen bzw. später Stahl bestehenden Spantengerüst auf. Zwei Schiffe mit dieser Bauweise sind erhalten: die britische Cutty Sark und die schwedische Najaden.
Die Eisenverkleidung hatte auch den Vorteil einer besseren Dichtigkeit und einem besseren Schutz vor Schädlingen, die die Schiffskonstruktion angreifen konnten, etwa Bohrwürmer.
Fahrzeuge für die kleine Küstenfahrt, auch als Kümo bekannt, wurden noch nach dem Aufkommen des Eisen- bzw. Stahlschiffbau mit aus Holz gefertigten Schiffsböden gebaut. Diese Bauform galt für diese Schiffe, die zum Beispiel in Tidehäfen naturgemäß oft auf Grund saßen, als robust und vergleichsweise einfach instand zu halten.
Heute werden Bootsrümpfe vielfach aus Holz mit einer Hülle aus glasfaserverstärktem Kunststoff (GFK) gebaut.

## Flugzeugbau
Zur Verbesserung der Flügelstabilität gegen Vogelschlag werden Vorderflügelkanten moderner Großflugzeuge in Kompositbauweise erstellt. Glasfaserverstärkte Aluminiumlaminate (GLARE, „Glass Laminate Aluminium Reinforced Epoxy“) werden hier als dünne Schicht, in Abständen durch Rippen verstärkt, aufgetragen.

## Straßenbau
Im Straßenbau kommen Kompositbauweisen mit einer Beton-Grundstruktur und einer Deckschicht aus Asphalt zum Einsatz. Dadurch erreicht man die Wartungsfreundlichkeit von Beton, der aber ohne die Asphaltdecke erheblich mehr Verkehrslärm erzeugen würde.

## Biologie
Abgeleitet von dem technischen Begriff spricht man von einer Kompositbauweise der Knochen, wobei organische und anorganische Stoffe im Verbund wirken. Dadurch sind die Knochen einerseits relativ bruchfest und andererseits nicht zu schwer.

## Zahnmedizin
Bei der Sanierung von Zähnen werden ebenfalls in bestimmten Fällen verschiedene Werkstoffe übereinander angebracht; auch hier spricht man von einem Kompositaufbau.